# Manuscrit Ritson
Pour les articles homonymes, voir Ritson.
Le manuscrit Ritson (Londres, British Library, Add.5665) est un livre de chœur anglais de la fin du XVe siècle, 
source majeure de musique pour caroles. En plus de 44 chants, il compte trois messes, 23 motets, plusieurs autres pièces sacrées et œuvres profanes en anglais et en français.
Avec le manuscrit Pepys, il est beaucoup moins élaboré que les livres de chœur d'Eton, de Lambeth et de Caius. Il contient des morceaux plus courts et plus simples qui semblent avoir été écrits pour chœurs plus petits et de moindre capacité. Contrairement au manuscrit Pepys, le manuscrit Ritson paraît, en fonction d'analyse d'éléments internes, être le produit d'au moins cinq mains distinctes. Il a été compilé sur une longue période, à partir de la seconde moitié du XVe siècle jusqu'en 1510 et semble provenir de l'ouest du pays. Il a appartenu à Joseph Ritson (en) qui l'a donné au British Museum en 1795.
Parmi les compositeurs représentés dans le livre figure Sir William Hawte.

## Source de la traduction
- (en) Cet article est partiellement ou en totalité issu de l’article de Wikipédia en anglais intitulé « Ritson Manuscript » (voir la liste des auteurs).